# Islampur (Nalanda)
Islampur (en hindi: इस्लामपुर ) es una ciudad de la India, en el distrito de Nalanda, estado de Bihar.

## Geografía
Se encuentra a una altitud de 71 m s. n. m. a 69 km de la capital estatal, Patna, en la zona horaria UTC +5:30.

## Demografía
Según estimación 2011 contaba con una población de 34 267 habitantes.